# Blaniulus eulophus
Blaniulus eulophus är en mångfotingart som beskrevs av Filippo Silvestri 1903. Blaniulus eulophus ingår i släktet Blaniulus och familjen pärlbandsfotingar. Inga underarter finns listade i Catalogue of Life.